# Veroruhu
Der Veroruhu ist ein Fluss in Osttimor.

## Verlauf
Der Veroruhu entspringt im Südosten des Sucos Muapitine (Gemeinde Lautém), westlich des Flusses Vero und südlich der Paitchau-Bergkette und des Ira Lalaros, Osttimors größten Sees. An der Quelle fällt das Wasser kaskadenhaft über Rollsteine. Der Veroruhu fließt nach Süden ab und mündet schließlich in der Timorsee.

## Fauna
Im westlich gelegenen Fluss Tchino fand man 2006 ein nicht näher bestimmbares Jungtier der Gattung Lentipes und in der Quelle des Veroruhu ein erwachsenes Weibchen. Die Merkmale passen nicht zu anderen Lentipes-Arten der Lippenzahngrundeln. Identifiziert wurden als Fischarten an der Quelle des Veroruhu Sicyopterus caeruleus und Sicyopterus hageni.